# Jean Milesi
Pour les articles homonymes, voir Milesi.
Jean Milesi (né le 24 juin 1935 à Digne) est un coureur cycliste français. Professionnel de 1959 à 1968, il a disputé sept Tours de France consécutifs de 1960 à 1966.

## Biographie
Né le 24 avril 1935 à Digne, Jean Milesi est le fils de Joseph Milesi, propriétaire d'un magasin de bicyclette dans cette ville de 1934 à 1960, et de Marthe Courbey, modiste. Jean Milesi prend une licence au Club Athlétique Dignois en 1952. Champion de vitesse des Basses-Alpes en 1953, il rejoint l'Amical Club Oraisonnais l'année suivante. Il gagne le championnat des Basses-Alpes de cyclo-cross, le championnat de Provence dans la catégorie indépendant, Nice-Saint-Martin-Vésubie en 1954-1955, Nice-Puget-Théniers-Nice en 1956. Il effectue ensuite son service militaire, de 1956 à 1958, à Marseille. Durant cette période, il est autorisé à courir par la hiérarchie militaire, et devient champion de France militaire en juillet 1957.
Une fois libéré de ses obligations, il s'engage en amateur chez Libéria, sous la direction de Pierre Brambilla. Sa victoire au Grand Prix d'Esperaza en fin de saison lui permet de passer professionnel l'année suivante : « Brambilla me dit alors : "Si tu me gagnes une belle course, je te fais passer chez les professionnels". J'avais gagné des courses dans la région. Vers la mi-septembre, je me suis dit j'arrête de courir, l'année prochaine, je verrai ce que je fais. J'avais pas mal marché, mais pas pour passer professionnel. C'est alors que Jean Dotto de Brignoles, me dit : "Demain avec Marcel Ferri, on va dans l'Aude, à Espéraza où il y a une course". Je lui ai répondu : "Je ne me suis plus entraîné depuis un moment". "C'est pas grave, tu n'as qu'à venir et tu abandonneras". J'ai gagné la course et je suis passé professionnel ! Des fois, je me dis, la carrière, ça tient à pas grand chose. C'est l'étincelle ! Voilà comment je suis passé pro. »
Il court quatre ans chez Liberia (1959-1962), puis chez Mercier en 1963, Margnat-Paloma en 1964 et 1965, Ford France en 1966 et Bic en 1967 et 1968. Durant ses dix ans de carrière, il dispute sept fois le Tour de France, de 1960 à 1966 -tous terminés- , et trois fois le Tour d'Italie et le Tour d'Espagne. Après l'abandon de tous ses coéquipiers de l'équipe Libéria au Tour d'Italie 1962, il est le seul coureur français à terminer l'épreuve. Au Tour de France 1966, au sein de l'équipe Ford France, il est équipier du vainqueur Lucien Aimar, et de Jacques Anquetil, qui dispute alors son dernier Tour et ne le termine pas.
Ayant accompagné Anquetil chez Bic en 1967, il met fin à sa carrière en mai 1968.

## Palmarès
| - 1955 - Champion de Provence amateurs - 1956 - Nice-Puget-Théniers-Nice - 1957 - Champion de France des militaires - 2e étape secteur a du Tour du Var - 2e du Grand Prix de Cours-la-Ville - 3e de Nice-Annot - 1958 - Grand Prix de Puy-l'Évêque - Grand Prix d'Espéraza - 3e de Turin-Nice - 1959 - 1re et 4e étapes du Circuit du Provençal - 1re étape du Tour du Var - 1re étape du Grand Prix du Midi libre - 2e de Bourg-Genève-Bourg - 1960 - 2e du GP du Locle - 9e du Grand Prix du Midi libre | - 1961 - 10e du Grand Prix du Midi libre - 1962 - 2e étape du Tour du Var - 2e du Tour de l'Hérault - 1963 - 3e du Tour de Haute-Loire - 1964 - 9e de Paris-Nice - 1965 - 1re étape secteur a du Tour de Romandie - 4e du Grand Prix du Midi libre - 1966 - 1re étape des Boucles pertuisiennes - 1967 - 8e du Grand Prix du Midi libre |  |

## Résultats sur les grands tours

### Tour de France
7 participations
- 1960 : 55e
- 1961 : 34e
- 1962 : 61e
- 1963 : 68e
- 1964 : 77e
- 1965 : 94e
- 1966 : 79e

### Tour d'Italie
3 participations
- 1962 : 44e
- 1966 : 67e
- 1967 : 66e

### Tour d'Espagne
2 participations
- 1967 : hors délais (14e étape)
- 1968 : hors délais (12e étape)